# William Legh Walsh

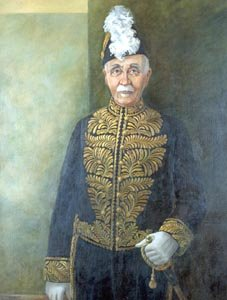
William Legh Walsh

William Legh Walsh (* 28. Januar 1857 in Simcoe, Ontario; † 13. Januar 1938 in Victoria, British Columbia) war ein kanadischer Politiker und Richter. Von 1931 bis 1936 war er Vizegouverneur der Provinz Alberta.

## Biografie
Der Sohn des Unterhausabgeordneten Aquila Walsh besuchte zunächst die städtischen Schulen von Simcoe, danach die University of Toronto, wo er Recht studierte. 1880 erhielt er die Zulassung als Rechtsanwalt und praktizierte in Orangeville. 1883 heiratete er Bessie McVittie, er hatte mit ihr eine Tochter und einen Sohn. Bei der Unterhauswahl 1896 kandidierte er ohne Erfolg im Wahlkreis Cardwell.
Während des Klondike-Goldrauschs zog Walsh 1900 ins Yukon-Territorium und eröffnete eine Anwaltskanzlei in Dawson. 1903 wurde er zum Kronanwalt berufen. Im darauf folgenden Jahr kandidierte Walsh um das Amt des Bürgermeisters von Dawson, konnte sich aber gegen seine Konkurrenten nicht durchsetzen. Danach übte er seinen Beruf in Calgary aus. Walsh war ab 1905 der erste Präsident der Conservative Association of Alberta. Für diese Partei kandidierte er 1906 bei einer Nachwahl um einen Sitz in der Legislativversammlung von Alberta, konnte aber wiederum nicht genügend Stimmen erzielen. 1911 leitete er für die Konservativen den Wahlkampf in der Provinz Alberta.
1912 folgte Walshs Ernennung zum Richter am Höchsten Gerichtshof Albertas, dieses Amt hatte er bis 1931 inne. Auf Empfehlung von Premierminister Richard Bedford Bennett wurde er am 5. Mai 1931 zum Vizegouverneur der Provinz Alberta ernannt, die Ernennung nahm Generalgouverneur Vere Ponsonby, 9. Earl of Bessborough, vor. Am 1. Oktober 1936 legte Walsh sein Amt nieder.
Walsh starb am 13. Januar 1938 in Victoria und wurde in Calgary auf dem Union-Friedhof zu Grabe getragen. 